# Tracee Talavera
Pour les articles homonymes, voir Talavera (homonymie).
Tracee Talavera (née le 1er septembre 1966 à Santa Clara, en Californie) est une gymnaste artistique américaine.

## Biographie
Tracee Talavera est médaillée de bronze à la poutre aux Championnats du monde de gymnastique artistique 1981 à Moscou. Elle remporte aux Jeux olympiques d'été de 1984 à Los Angeles la médaille d'argent du concours général par équipe. Elle participe aussi aux épreuves individuelles lors de ces Jeux, terminant quatrième de la finale du cheval d'arçons.

## Palmarès

### Jeux olympiques
- Los Angeles 1984
  -  médaille d'argent au concours général par équipes.

### Championnats du monde
- Moscou 1981
  -  médaille de bronze à la poutre.

### Autres
- American Cup 1979 :
  -  3e au concours général

- American Cup 1980 :
  -  1re au concours général

- American Cup 1981 :
  -  2e égalité au concours général

- American Cup 1982 :
  -  3e au concours général